# لامین دیابی-فادیگا
لامین دیابی-فادیگا (انگلیسی: Lamine Diaby-Fadiga؛ زادهٔ ۱۹ ژانویهٔ ۲۰۰۱) بازیکن فوتبال اهل فرانسه است.
از باشگاه‌هایی که در آن بازی کرده‌است می‌توان به باشگاه فوتبال نیس اشاره کرد.
وی همچنین در تیم‌های ملی فوتبال France national under-16 football team، زیر ۱۷ سال فرانسه، و زیر ۱۸ سال فرانسه بازی کرده‌است.